# Административное деление Новой Шотландии

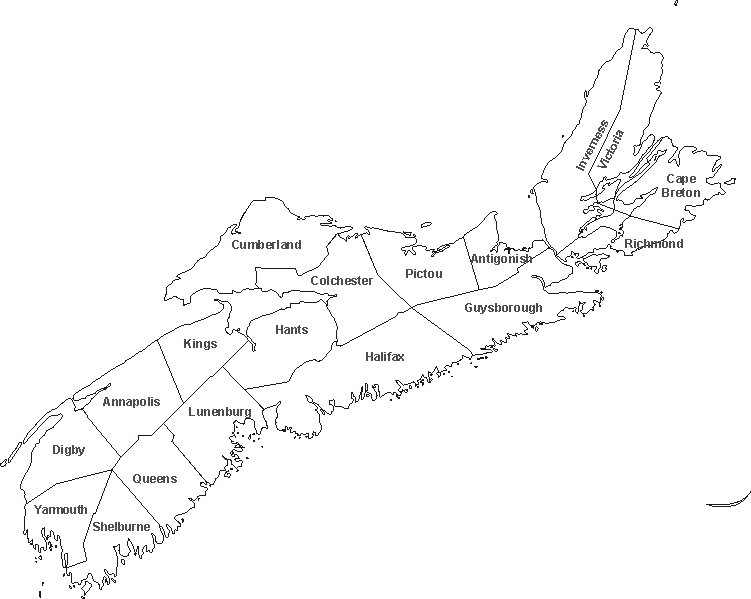
Графства Новой шотландии

Современная система административного деления канадской провинции Новая Шотландия берёт своё начало с подписания в 1879 году Акта об образовании графств (англ. County Incorporation Act). В настоящее время в провинции существует три типа муниципальных образований: 3 региональных муниципалитета, 31 город и 21 сельский муниципалитет (9 графств и 12 округов). Кроме того часть муниципальных услуг оказывают 22 деревни . На территории провинции находится 13 индейских общин, которые проживают в 42 резервациях .

## Структура административного деления
В провинции действует Акт о муниципальном правительстве (АМП) (англ. Municipal Goverment Act), который вступил в силу 1 апреля 1999 года. АМП заменил Муниципальный и Городской акты, Акт о муниципальных делах, Акт о муниципальных границах и представительствах, Акт о сборе налогов и Акт о планировании. В последнее время деревни также находятся под действием акта. Границы образований базируются на традиционном делении графств, используемом для нужд судов и различных служб. Территория городов исключена из границ округов и графств, а в региональных муниципалитетах городов нет.
Существуют также организационные структуры, предоставляющие некоторые муниципальные услуги населению, но не являющиеся при этом муниципальными образованиями. В более населенных районах графств и округов существуют деревенские комиссии, или деревни, которые оказывают муниципальные услуги и функционируют в рамках АМП. По данным правительства Новой Шотландии в 2008 году в провинции было 22 деревни. Кроме того существуют локальные комиссии и комиссии по оказанию определённых услуг, обычно пожарная охрана.
Тем не менее, для нужд статистической службы Канады, судов и некоторых других учреждений сохранилось географическое деление на графства. В таблице отражено административное деление провинции Новая Шотландия по данным 2008 года с привязкой к географическим графствам.
| Графство    | Администрация                                                     | Города                                                            | Деревни                                                                          |
| ----------- | ----------------------------------------------------------------- | ----------------------------------------------------------------- | -------------------------------------------------------------------------------- |
| Аннаполис   | Единый муниципалитет                                              | Аннаполис-Ройал, Бриджтаун, Мидлтон                               | Лоренстаун                                                                       |
| Антигониш   | Единый муниципалитет                                              | Антигониш                                                         | Авр-Буше                                                                         |
| Виктория    | Единый муниципалитет                                              |                                                                   | Баддек                                                                           |
| Гайсборо    | Округа Гайсборо и Сент-Мэрис                                      | Кансо, Малгрейв                                                   | Довер                                                                            |
| Галифакс    | Только районный муниципалитет, администрация графства упразднена. | Только районный муниципалитет, администрация графства упразднена. | Только районный муниципалитет, администрация графства упразднена.                |
| Дигби       | Округа Дигби и Клэр                                               | Дигби                                                             | Тивертон, Уэймут, Уэстпорт, Фрипорт                                              |
| Инвернесс   | Единый муниципалитет                                              | Порт-Хоксбери                                                     |                                                                                  |
| Камберленд  | Единый муниципалитет                                              | Амхерст, Оксфорд, Парсборо, Спрингхилл                            | Пагуош, Ривер-Хеберт                                                             |
| Кейп-Бретон | Только районный муниципалитет, администрация графства упразднена. | Только районный муниципалитет, администрация графства упразднена. | Только районный муниципалитет, администрация графства упразднена.                |
| Кингс       | Единый муниципалитет                                              | Бервик, Кентвилл, Вулфвилл                                        | Эйлсфорд, Каннинг, Гринвуд, Кингстон, Нью-Майнас, Порт-Уильямс, Корнуоллис-Сквер |
| Колчестер   | Единый муниципалитет                                              | Стьюиэк, Труро                                                    | Байбл-Хилл, Татамагуш                                                            |
| Куинс       | Только районный муниципалитет, администрация графства упразднена. | Только районный муниципалитет, администрация графства упразднена. | Только районный муниципалитет, администрация графства упразднена.                |
| Луненберг   | Округа Честер и Луненберг                                         | Бриджуотер, Луненберг, Махон-Бей                                  | Честер, Хебвилл, Ла-Хав                                                          |
| Пикту       | Единый муниципалитет                                              | Нью-Гласгоу, Пикту, Трентон, Стеллартон, Уэствилл                 |                                                                                  |
| Ричмонд     | Единый муниципалитет                                              |                                                                   | Сент-Питерс                                                                      |
| Хантс       | Округа Ист-Хантс и Уэст-Хантс                                     | Хантспорт, Уинсор                                                 |                                                                                  |
| Шелберн     | Округа Баррингтон и Шелберн                                       | Кларкс-Харбор, Локпорт, Шелберн                                   |                                                                                  |
| Ярмут       | Округа Аргайл и Ярмут                                             | Ярмут                                                             | Квинан                                                                           |

### Внешние источники
1. ↑  The County Incorporation Act and the Establishment of Municipal Government in Nova Scotia (англ.). Правительство Новой Шотландии. Дата обращения: 18 декабря 2009. Архивировано 4 июля 2012 года.
2. 1 2 3 4 5 6  Nova Scotia 2008 Report (англ.). Правительство Новой Шотландии. — Ежегодный отчет провинции Новая Шотландия. Дата обращения: 18 декабря 2009. Архивировано 9 февраля 2012 года.
3. ↑  Nova Scotia Aboriginal Key Facts (англ.) (недоступная ссылка — история). Nova Scotia Office of Aboriginal Affairs. Дата обращения: 19 декабря 2009.
4. 1 2 3  Municipal Government Act - Introductory Guide (англ.). Правительство Новой Шотландии. — Введение. Дата обращения: 18 декабря 2009. Архивировано 9 февраля 2012 года.